# شون ريد
شون ريد (بالإنجليزية: Shaun Reid)‏ (13 أكتوبر 1965 في المملكة المتحدة - ) هو مدرب كرة قدم ولاعب كرة قدم بريطاني في مركز الوسط. لعب مع بريستون نورث إيند ونادي بوري ونادي روتشديل ونادي يورك سيتي ونادي تشستر سيتي وليه جنيسيس ‏.

## وصلات خارجية
- شون ريد على موقع قاعدة بيانات كرة القدم.إي يو (الإنجليزية)
- شون ريد على موقع Soccerbase.com (لاعب) (الإنجليزية)